# Violeta G. Ivanova
Violeta G. Ivanova (búlgar: Виолета Иванова)  (Pliska, segle XX) és una astrònoma búlgara.
El Minor Planet Center li atribueix el descobriment de 14 asteroides entre 1984 i 1988.
Treballa a l'Institut d'Astronomia de l'Acadèmia Búlgara de Ciències i ha fet els seus descobriments a l'Observatori Smolyan, que es va convertir en l'Observatori Nacional de Rozhen (a la Muntanya de Rozhen, als Ròdope) un temps després de 2002.
Violeta i els seus companys han estat membres actius del JPL International Near-Earth Asteroid Survey de Helin, contribuint a la seva cobertura global del cel a la recerca de NEA.
L'asteroide coronià 4365 Ivanova va rebre el seu nom el 25 d'agost de 1991.

## Planetes menors descoberts
| 3860 Plovdiv                           | 8 d'agost de 1986      | MPC [1] |
| 4102 Gergana                           | 15 d'octubre de 1988   | MPC     |
| 4893 Seitter                           | 9 d'agost de 1986      | MPC [1] |
| 5950 Leukippos                         | 9 d'agost de 1986      | MPC [1] |
| 7079 Baghdad                           | 5 de setembre de 1986  | MPC [1] |
| 9732 Juchnovski                        | 24 de setembre de 1984 | MPC [2] |
| 9936 Al-Biruni                         | 8 d'agost de 1986      | MPC [1] |
| 11852 Shoumen                          | 10 de setembre de 1988 | MPC [2] |
| 11856 Nicolabonev                      | 11 de setembre de 1988 | MPC [2] |
| 12246 Pliska                           | 11 de setembre de 1988 | MPC     |
| 13930 Tashko                           | 12 de setembre de 1988 | MPC     |
| 13498 Al Chwarizmi                     | 6 d'agost de 1986      | MPC [1] |
| 14342 Iglika                           | 23 de setembre de 1984 | MPC [1] |
| 22283 Pytheas                          | 6 d'agost de 1986      | MPC [1] |
| - 1 amb E. W. Elst - 2 amb V. Shkodrov |                        |         |